# Altana
 (novembre 2016).
Si vous disposez d'ouvrages ou d'articles de référence ou si vous connaissez des sites web de qualité traitant du thème abordé ici, merci de compléter l'article en donnant les références utiles à sa vérifiabilité et en les liant à la section « Notes et références ».
Altana AG (graphie : ALTANA) est un groupe chimique allemand basé à Wesel, né en 1977 de la séparation des branches d'activité du groupe Varta. Le premier président-directeur général fut Herbert Quandt.
Le groupe se compose des branches BYK (additifs de peinture et instruments), Eckart (pigments à effets métalliques et encres métalliques), Elantas (isolants pour l'industrie du matériel électrique) et Actega (peintures et mastics d'étanchéité pour l'industrie de l'emballage).
Le groupe possède 48 sites de production et plus de 50 sites de service après-vente et de recherche dans le monde entier. En 2016, l'entreprise a réalisé avec des effectifs de plus de 6 400 collaborateurs un chiffre d'affaires d'environ 2,3 milliards d'euros.

## Histoire
De 1977 à août 2010, l'entreprise a été cotée à la Bourse de Francfort. De 2002 à 2007, les actions Altana s'échangeaient également au New York Stock Exchange.
Le 19 décembre 2006, la majorité des actionnaires a donné son accord pour la vente de la division pharmaceutique à l'entreprise danoise Nycomed. Nycomed appartient à un consortium d'investisseurs, sous la direction de Nordic Capital et de Crédit Suisse. Avec la vente de la division pharmaceutique, dont le siège se situait à Constance, Altana s'est séparé d'un pilier important de son activité. Sur un total d'environ 13 500 salariés, 9 000 employés d'Altana travaillaient dans la division pharmaceutique. Ils généraient près des deux tiers du chiffre d'affaires global. De fait, le chiffre d'affaires enregistré en 2006 était en recul de 60 %, mais il a de nouveau augmenté de plus de 6 % dès 2007.
Le brevet du Pantoprazole, fleuron de l'ancienne division pharmaceutique et principale source de recettes, a expiré dans les années 2009/2010. Alors que la direction d'Altana justifiait la cession de l'activité pharmaceutique par des retards dans l'autorisation de nouveaux produits, la hausse des coûts de recherche et développement et les fortes exigences des agences règlementaires aux États-Unis et en Europe, les représentants des actionnaires estimaient pour leur part que la direction n'avait pas suffisamment investi dans la division pharmaceutique au cours des années précédentes et n'avait pas lancé assez tôt le développement du prochain produit phare pour compenser les pertes de recettes liées à l'expiration du brevet du Pantoprazol à la fin de la décennie.
Le prix de cession de la division pharmaceutique s'élevait à environ 4,6 milliards d'euros. La plus-value de cette cession a été entièrement reversée aux actionnaires, qui ont perçu des dividendes exceptionnels de 33 euros par action. D'aucuns ont critiqué le fait que l'actionnaire principale ait tiré le plus de bénéfices de la vente de la division pharmaceutique.
Jusqu'au 1er janvier 2007, le groupe se composait de la division pharmaceutique Altana Pharma AG, précédemment appelée « Byk Gulden Lomberg Chemische Fabrik », dont le siège se situait à Constance, et de la division chimie de spécialités basée à Wesel, Altana Chemie AG. Depuis la vente de la division pharmaceutique au danois Nycomed, Altana opère exclusivement dans la chimie de spécialités. Cette redéfinition du groupe s'est accompagnée d'une modification du logo, que l'entreprise a transmis à toutes ses filiales.
Byk Gulden était un grand groupe pharmaceutique et chimique pendant la  Seconde Guerre mondiale, appartenant à un juif, et qui a été saisi par Günther Quandt au titre de la politique d'aryanisation du régime nazi. Byk Gulden est devenu l'une des plus grandes industries pharmaceutiques d'Allemagne à la fin de la guerre.
Le 6 novembre 2008, l'actionnaire principal SKion a lancé une offre publique d'achat de toutes les parts restantes, à hauteur de 13 euros par action, entraînant une hausse du cours. Selon un porte-parole du groupe, il était prévu de retirer l'entreprise des transactions boursières. SKion a alors fait une seconde offre publique d'achat auprès des actionnaires restants, le 9 novembre 2009, au prix de 14 euros par action.
Le 30 décembre 2008, la bourse allemande a annoncé qu'Altana sortirait du MDAX de manière non planifiée à la date du 6 janvier 2009, du fait de l'accumulation de titres par SKion, le taux de dispersion des actions était tombé à moins de 10 %. En juin 2010, SKion détenait 95,04 % des actions Altana.
En Allemagne, l'action Altana se négociait principalement sur les places boursières de Francfort et Stuttgart ainsi que sur le Xetra, et sur le plan international, elle était autorisée à la Bourse de Londres et auprès du groupe NASD, l'actuelle FINRA, aux États-Unis.
À la suite de la reprise complète d'Altana opérée par SKion au moyen d'un retrait obligatoire, la cotation des actions a été suspendue à la date du 27 août 2010.

## Produits
La marque de chimie de spécialités propose des solutions diverses, avec des produits spécialisés adaptés aux besoins des fabricants de peinture, des industries de transformation des peintures et des matières plastiques, des industries typographiques et cosmétiques ainsi que de l'industrie du matériel électrique et électronique. La gamme comprend des additifs, des peintures et des colles spéciales, des pigments à effets, des encres métalliques, des mastics d'étanchéité et de scellement, des agents d'imprégnation ou encore des instruments de contrôle et de mesure.